# Thiel-sur-Acolin

Thiel-sur-Acolin este o comună în departamentul Allier din centrul Franței. În 1 ianuarie 2022 avea o populație de 1.036 de locuitori.